# Chiesa di San Desiderio (Pistoia)

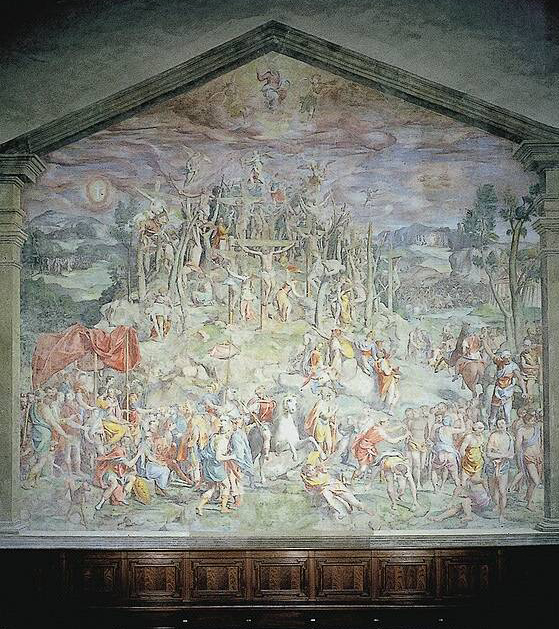
Sebastiano Vini, Martirio di san Desiderio e dei diecimila martiri

La chiesa di San Desiderio è un edificio religioso che si trova a Pistoia.
Dal dicembre 2014 il Ministero per i beni e le attività culturali la gestisce tramite il Polo museale della Toscana, nel dicembre 2019 divenuto Direzione regionale Musei.

## Storia e descrizione
Era la chiesa di un monastero benedettino, citato fin dal 1084, che passò nel 1450 alla Compagnia dei Disciplinati e poi ad una comunità di Francescane. Fu soppresso nel 1786 e acquistato dalla famiglia Amati, a cui, due secoli prima, si doveva la commissione dell'importante affresco di Sebastiano Vini, il Martirio di san Desiderio e dei diecimila martiri, eseguito nei primi anni settanta del Cinquecento, che è collocato sulla parete di fondo.
Non è più esistente il soffitto ligneo che comprendeva otto riquadri dipinti su tela da pittori fiorentini del Seicento quali Domenico Passignano, Francesco Curradi, Matteo Rosselli.